# Yajin Zhang
Zhang Yajin (pinyin, Zhāng Yàjīn; Shanxi, 1974) es una arquitecta y urbanista china. Es una de los cuatro socios de ISA Internationales Stadtbauatelier y su director general en la sede de Beijing. Además, trabaja como corresponsal de la revista china Community Design.

## Carrera
Estudió arquitectura en la Universidad Tsinghua en Pekín en el que adquirió en 2000 un título de maestría. Después de completar su formación académica, se trasladó a Alemania, donde comenzó en 2001 su vínculo con Stadtbauatelier con su investigación sobre "Diseño urbano en el desarrollo de las ciudades en China". En 2004 se convierte en socia de la firma. 
Uno de los objetivos de sus actividades prácticas es la planificación de nuevas ciudades, la preservación y renovación urbana y tareas especiales, tales como aeropuertos, ciudades Uni-Ciudades y Ecociudades. Un ejemplo de esto es el plan maestro para el aeropuerto de la ciudad de Guangzhou, la renovación Quartier Chongqing, la Universidad de la Ciudad de Guangzhou y eco New Town Nansha en Guangzhou. El enfoque de la investigación de la obra de Zhang Yajin es el desarrollo de New Town. 
En 2012 terminó su doctorado en la Universidad de Stuttgart con una investigación titulada New cities – Model for a Sustainable New Town Planning and its application in China.
Es la promotora de la serie ISA Invites en Beijing, un ciclo de conferencias y seminarios para promover el intercambio de información entre expertos de la investigación y la práctica.

## Obras

### Publicaciones
- New Towns and City Districts, Public Space and Architecture . En: Stadtbauatelier – Regional Planning, Urban Development Planning, Urban Renewal. Beijing 2005, ISBN 7-5083-3811-1
- Stadtplanung als ökologisches Mittel – Theorie und Praxis (以规划设计为生态手段 - 关于生态化城市建设的理论与实践). En: Beijing Planning Review, 2010[2]
- Wir brauchen Planung bevor wir bei einer idealen Welt angekommen sind. En: Community Design, 2011[3]
- Chinesische Urbanisierung – Erfahrungen, Entwicklungen, Aufgaben. En: Chinesischer Stadtentwicklungsbericht. China City Press, 2012
- Neue Städte – Modell einer nachhaltigen New Town Planung und deren Anwendung in China, 2012[1]
- Modern Europe New Town Planning. En: Ideal Space No. 48, Tongji University Press, 2012
- Metamorphose der Planungsgruppe. En: City Planning Review VOL.36 NO.1, Jan.2012[4]
- Climate Cover for Business Parks. En: New Architecture, 04/2012, ISSN 1000-3959
- Gene and reconstruction. En: Ideal Space No. 60, Tongji University Press, 2014
- New Town: Dream City. En: Learning from two cultures-Urban Development, Renewal, Preservation and Management in Europe and Asia. China Architecture & Building Press, Peking 2014, ISBN 978-7-112-15052-6

## Afiliaciones
- NAX - NAX – Netzwerk Architekturexport der Bundesarchitektenkammer (Red de exportación de Arquitectura Bundesarchitektenkammer)[5]
- AHK Deutsche Auslandshandelskammer in Beijing (Cámara Alemana AHK en Beijing)[6]
- Comité de Planificación Urbana de la ciudad de Quanzhou